# Charles J. Hite
Charles J. Hite, nome completo Charles Jackson Hite (Pleasantville, 7 giugno 1876 – 21 agosto 1914), è stato un imprenditore e produttore cinematografico statunitense.
Uomo d'affari e produttore d'inizio Novecento, fu presidente e amministratore delegato della Thanhouser Film Corporation dal 1911 al 1914.

## Biografia
Nato a Pleasantville, nell'Ohio. Suo padre Joseph aveva lasciato la contea di Rockingham, in Virginia, trasferendosi prima della nascita di Charles in Ohio. Con nove fratelli, Charles iniziò a lavorare già da giovanissimo nel settore cinematografico, facendo carriera soprattutto come amministratore. Nel 1906, creò C. J. Hite Moving Picture Company. La sua attività non ebbe molto successo. Nel 1908, fu affiancato da S. S. Hutchinson, che in seguito avrebbe guidato l'American Film Manufacturing Company, fondata nel 1910 con John Frueler, il proprietario della Western Film Exchange. L'azienda di Hite cambiò il nome in H & H Film Service Company. Nel frattempo, lui si era sposato; la moglie Marjorie gli avrebbe dato due figlie.
Hite diventò azionista dell'American Film Manufacturing e successivamente acquistò le società cinematografiche Globe, Royal e Union, formando la Majestic Film Exchange. Il 15 aprile 1912, acquisì anche la Thanhouser per 250.000 dollari, diventandone presidente. Sotto la guida di Hite, la Thanhouser conobbe il suo periodo più fulgido. Nel 1911, Edwin Thanhouser era riuscito a mettere sotto contratto l'attrice Florence La Badie che sarebbe diventata oltre che la star della compagnia, anche la stella più redditizia della società. Nel 1914, Hite la lanciò come protagonista di The Million Dollar Mystery, un serial di grande successo. Quell'anno, Hite apparve tra i dodici milionari di una lista stilata dalla rivista Photoplay.
Il 22 agosto 1914, mentre stava tornando nella sua casa di New Rochelle, il produttore restò vittima di un incidente automobilistico: per ragioni sconosciute, la sua auto andò fuori strada e, dopo un volo da un viadotto, andò a schiantarsi sopra una staccionata. Subito soccorso e portato in un ospedale di Harlem, Hite non riuscì a sopravvivere alle gravi fratture riportate e morì quella notte stessa. Venne sepolto nel Beechwoods Cemetery di New Rochelle ma, in seguito, per volere della moglie, la salma venne traslata a Chicago, dove Hite venne sepolto nell'Oakwood Cemetery.